# Ziguinchor
Ziguinchor é uma cidade do Senegal, capital da região com o mesmo nome. Localiza-se no sul do país na região de Casamansa, da qual é a capital. Sua população é de 153.269 habitantes (censo de 2002).
A cidade está ligada a uma boa malha de transportes, dispondo de porto marítimo, estação ferroviária e aeroporto. Também é um centro comercial e industrial, com muitos mercados e uma grande fábrica de processamento de óleo de amendoim.

## História
A atual Ziguinchor remonta a uma comunidade de lançados estabelecida nas primeiras décadas do século XVII na margem sul do rio Casamansa. Segundo a tradição, o seu nome deriva da expressão em língua portuguesa "cheguei e choram", uma vez que os nativos pensavam que os europeus os vinham escravizar. 
Subordinada à capitania de Cacheu, o seu objectivo era o comércio com o reino de Casamansa, um fiel aliado na região, descrito pelos cronistas coevos como o reino mais amigo dos portugueses ao longo da costa da Guiné. De acordo com essas fontes, o rei vivia à moda europeia, com mesa, cadeiras e roupas ocidentais, e, na sua corte, habitavam muitos portugueses onde comerciavam e faziam cortesia ao rei.

Na década de 1690 já existia no local uma fortificação, a Fortaleza de Nossa Senhora da Conceição, com algumas peças de artilharia e uma pequena guarnição, encarregada de defender o comércio local, e o proteger das investidas estrangeiras.

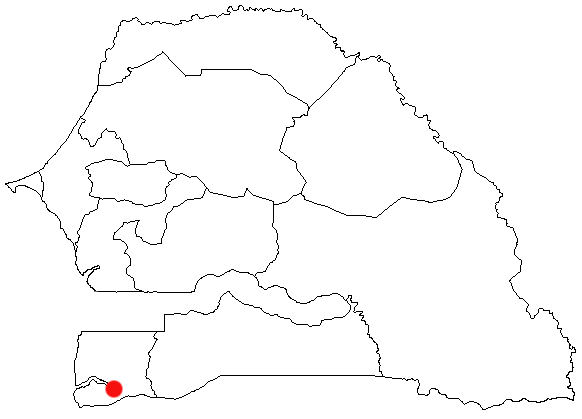
Localização da cidade de Ziguinchor

A mãe de Honório Pereira Barreto, Rosa de Carvalho Alvarenga, conhecida por Rosa do Cacheu, era uma autoridade local, que havia muitos anos era residente em Ziguinchor, descendente de Carlos de Carvalho Alvarenga, que era Capitão-Mor de Ziguinchor em 1766.

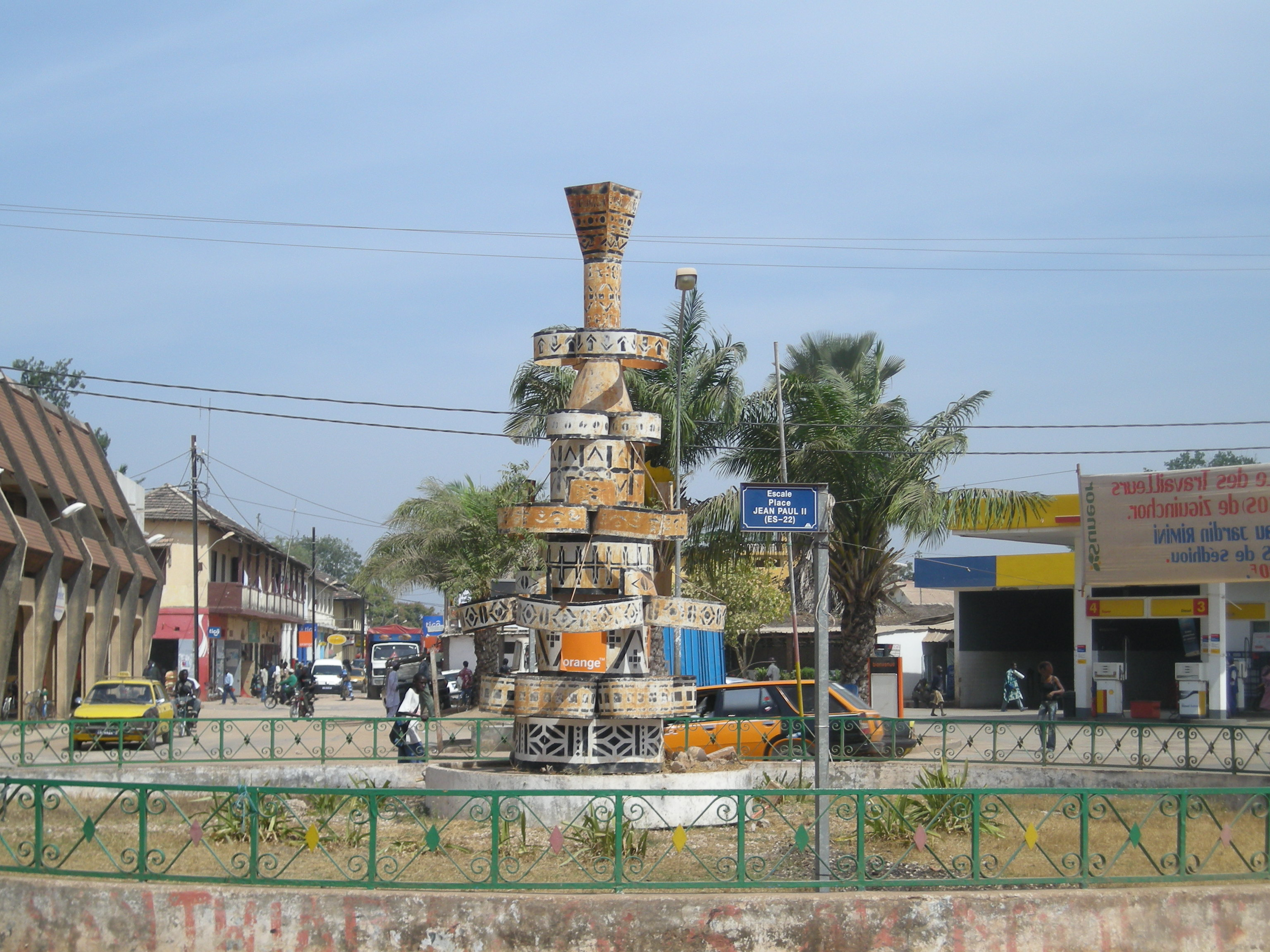
Place Jean-Paul II no bairro de Escale, Ziguinchor

A região de Ziguinchor e de Casamansa foi cedida à França em 13 de Maio de 1886 pelo acordo de delimitação das fronteiras entre Portugal e França (oficialmente Convenção Relativa à Delimitação das Possessões Portuguesas e Francesas na África Ocidental), pelo qual Casamansa passou para o domínio colonial francês e, em contrapartida, Portugal ficou com o rio Cacine e o direito de pesca de bacalhau na Terra Nova.

## Lugares de culto

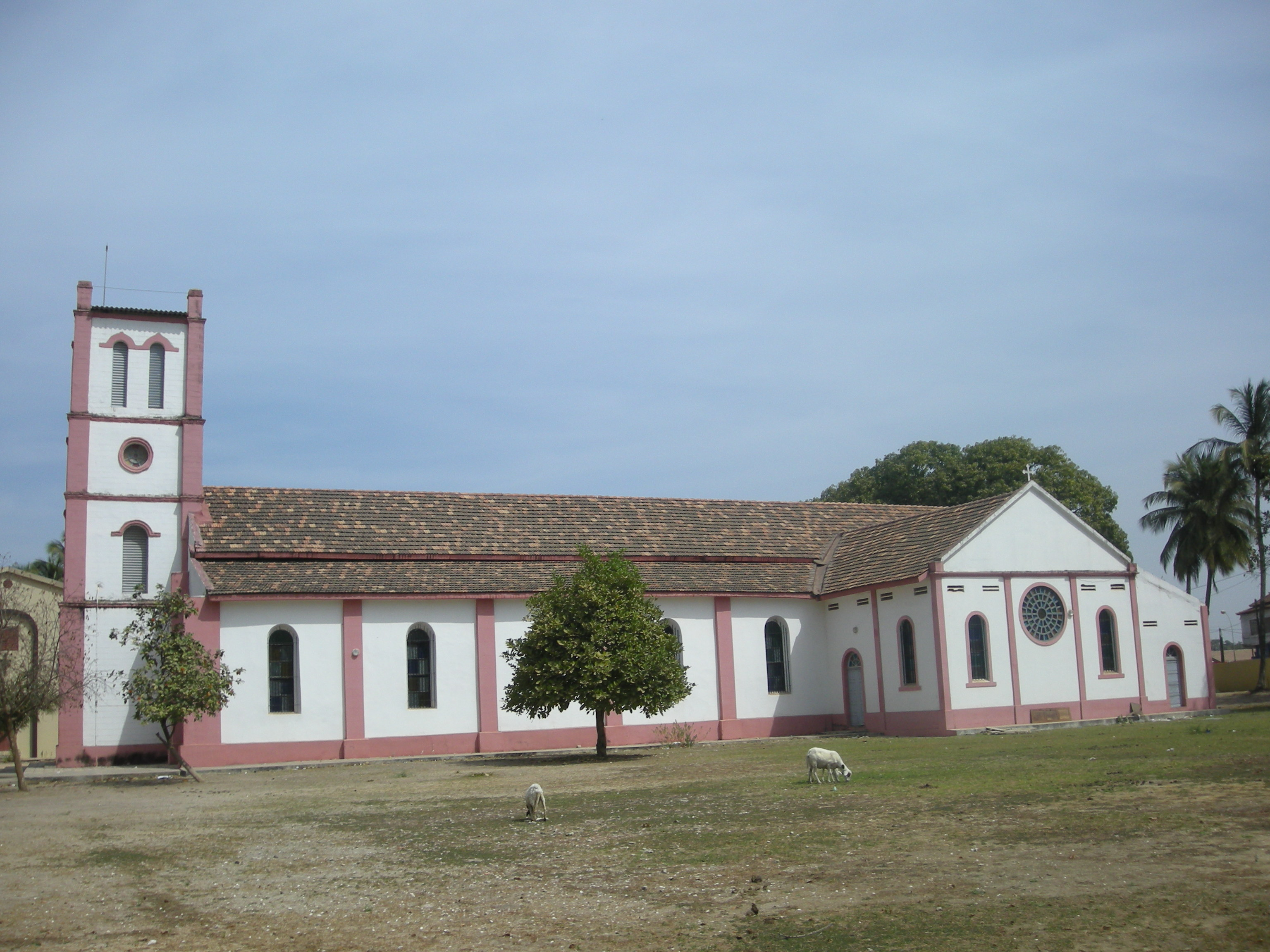
Catedral de Saint-Anthoine de Padoue

La Catedral de Saint-Anthoine de Padoue e a grande mesquita de Santhiaba.

## Demografia
A população era constituída pelos:
- "fijus di fidalgu", a aristocracia que se distinguia pelo prestígio nobiliárquico que exibia; e os
- "fijus di terra", descendentes de portugueses e mulheres de etnia Diola, que ainda hoje mantêm apelidos portugueses como Afonso, Barbosa, de Carvalho, da Silva, e da Fonseca, entre outros.

Os segundos constituíam-se nos proprietários da terra, e distinguiam-se dos demais grupos étnicos pela língua crioula, pela religião católica, pelas maneiras, hábitos e vestes europeus. Talvez a característica mais sonante desta população fosse o conhecido "Domingo de Ziguinchor" em que a população ia à missa e passeava com as melhores roupas e chapéus pelas ruas e jardins de Ziguinchor. Por essa razão, para os colonizadores franceses, os crioulos constituíram-se nos interlocutores por excelência com o resto da população, inclusive pela facilidade do aprendizado da língua, generalizada entre a maioria da população pela prática do comércio, não apenas devido à proximidade com a Guiné-Bissau e ao contrabando entre os dois países, mas ainda o do mercado local que atraía os camponeses do interior.

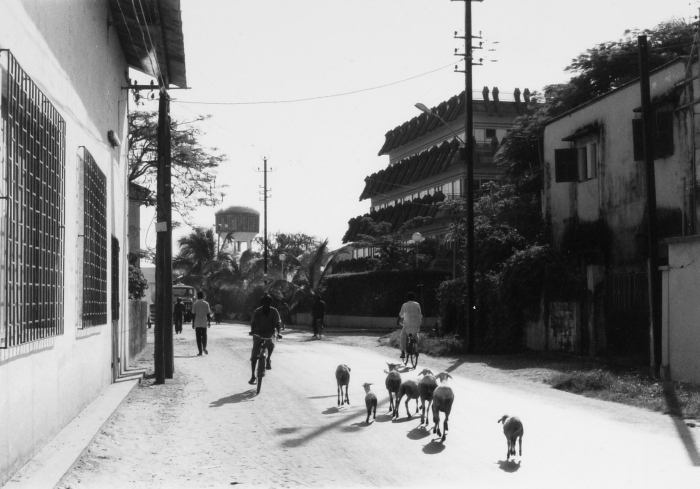
Ziguinchor em 1988

Os laços com a Guiné-Bissau (familiares, sociais, religiosos e étnicos) são muito fortes, de tal forma que em 1985, num questionário, 70% respondeu já ter visitado aquele país. E mesmo apesar do crioulo de Ziguinchor ser do tipo de Cacheu, a influência do de Bissau faz ainda sentir-se aqui. Para além dos "fijus di terra" vieram da Guiné-Bissau principalmente durante a guerra colonial muitos refugiados, os Mandjak, os Manggne e os Pépel, para reforçar a população crioula. Nas famílias mais abastadas costuma-se ainda casar com membros das de Bissau ou Cacheu. Numa pirâmide que ilustrasse a estrutura social de Ziguinchor poderíamos colocar quatro níveis: no topo os "fijus di fidalgu", a seguir os "fijus di terra", abaixo os Madjak vindos da Guiné-Bissau e por fim as demais etnias locais.

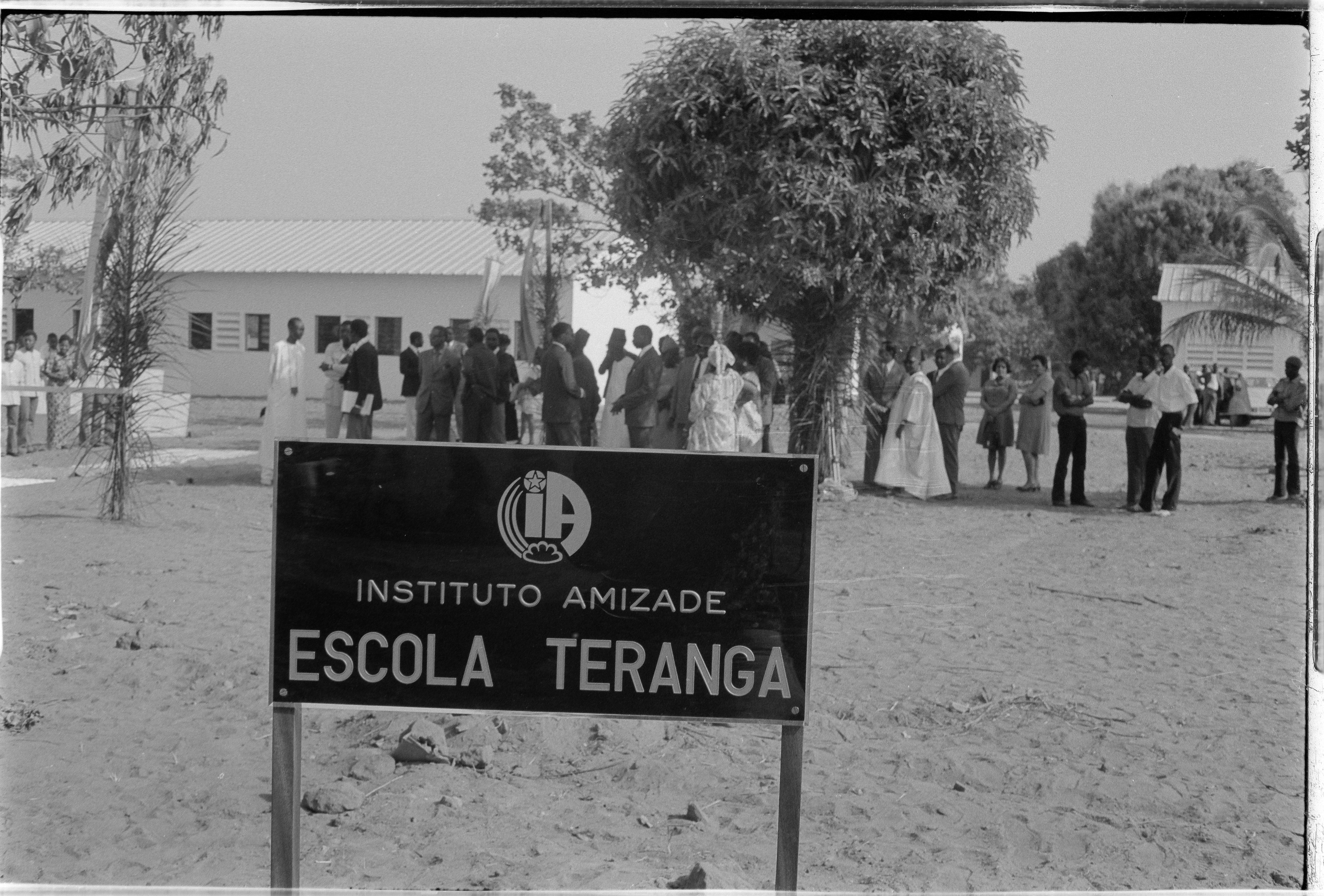
Inauguração oficial da Escola Secundária do PAIGC em Ziguinchor, Senegal, 1974

Na década de 1950 assistiu-se ao êxodo rural para a periferia de Ziguinchor, e o crioulo tornou-se na língua de comunicação inter-étnica, e previa-se que esta seria uma forma de uniformizar o Senegal do sul, Casamance. Por outro lado as missões cristãs usavam o crioulo como língua litúrgica o que fazia com que este tivesse na igreja mais um apoio para a sua fortificação e difusão
Nos censos de 1963, dos 42.000 habitantes de Ziguinchor, 35.000, falavam o crioulo (83%), e 30.000 tenham o crioulo como língua materna (71,4%).
Depois de 75 anos de domínio francês e de 37 anos de independência os crioulos de Ziguinchor ainda são conhecidos como "les portuguais".

## Municípios geminados
- Viana do Castelo, Portugal
- Saint-Maur-des-Fossés, França